# Rod Laver
Rodney George «Rod» Laver (Rockhampton, Queensland, 9 d'agost de 1938) és un extennista professional australià.
Fou el dominador del circuit de tennis masculí durant la dècada dels anys 60 i se'l considera un dels millors tennistes de tota la història del tennis, primer com a amateur i després en l'inici de l'Era Open. Té el rècord de més títols individuals guanyats en tota la història del tennis, 200. Es calcula que fou número 1 mundial durant 7 anys consecutius, del 1964 al 1970, a més dels anys 1961 i 1962, però sobretot, es l'únic tennista que ha guanyat dues ocasions el Grand Slam pur (tots quatre títols individuals de Grand Slam en el mateix any), el 1962 i el 1969. En el seu temps, Rod Laver va dominar sobre totes les superfícies homologades per jugar al tennis (herba, terra batuda i parquet), essent considerat el millor del món.
En el seu palmarès destaquen onze títols de Grand Slam individuals dividits entre l'etapa amateur i la instauració de l'Era Open l'any 1968, i entremig va guanyar vuit títols Pro Slam sent professional. Tant en la seva etapa amateur, com en professional, com en l'Era Open, va aconseguir guanyar tots els títols importants en una mateixa temporada: el Grand Slam els anys 1962 (amateur), 1968 (professional) i 1969 (Era Open). També va formar part de l'equip australià de Copa Davis que va guanyar cinc edicions, quatre d'elles consecutives.

## Biografia
Fill de Roy Laver i Melba Roffey, fou el tercer fill de quatre germans.
Es va casar l'any 1966 amb Mary Benson a San Rafael (Estats Units), cerimònia en la qual van assistir diversos col·legues del tennis australià. El matrimoni es va establir en diverses localitats de Califòrnia com Rancho Mirage, Corona del Mar o Carlsbad, i van tenir un fill que es va unir als tres que tenia la seva muller d'un matrimoni anterior.
Fou inclòs a l'International Tennis Hall of Fame l'any 1981, i a l'Australian Tennis Hall of Fame el 1993. Fou condecorat com a Membre de l'Orde de l'Imperi Britànic (MBE) l'any 1970 per la Reina d'Anglaterra l'any 1970, va rebre l'Australian Sports Medal l'any 2000, i també fou condecorat com a Company de l'Orde d'Austràlia l'any 2016.
La pista principal del Melbourne Park, seu de l'Open d'Austràlia, es va reanomenar Rod Laver Arena en el seu honor. L'any 2016 es va crear la competició internacional Laver Cup com a homenatge.

## Torneigs de Grand Slam

### Individual: 17 (11−6)
| Resultat  | Núm. | Any  | Torneig                      | Oponent        | Marcador                |
| --------- | ---- | ---- | ---------------------------- | -------------- | ----------------------- |
| Finalista | 1.   | 1959 | Wimbledon Championships      | Alex Olmedo    | 4−6, 3−6, 4−6           |
| Guanyador | 1.   | 1960 | Australian Championships     | Neale Fraser   | 5−7, 3−6, 6−3, 8−6, 8−6 |
| Finalista | 2.   | 1960 | Wimbledon Championships (2)  | Neale Fraser   | 4−6, 6−3, 7−9, 5−7      |
| Finalista | 3.   | 1960 | US Championships             | Neale Fraser   | 4−6, 4−6, 7−9           |
| Finalista | 4.   | 1961 | Australian Championships     | Roy Emerson    | 6−1, 3−6, 5−7, 4−6      |
| Guanyador | 2.   | 1961 | Wimbledon Championships      | Chuck McKinley | 6−3, 6−1, 6−4           |
| Finalista | 5.   | 1961 | US Championships (2)         | Roy Emerson    | 5−7, 3−6, 2−6           |
| Guanyador | 3.   | 1962 | Australian Championships (2) | Roy Emerson    | 8−6, 0−6, 6−4, 6−4      |
| Guanyador | 4.   | 1962 | Internationaux de France     | Roy Emerson    | 3−6, 2−6, 6−3, 9−7, 6−2 |
| Guanyador | 5.   | 1962 | Wimbledon Championships (2)  | Marty Mulligan | 6−2, 6−2, 6−1           |
| Guanyador | 6.   | 1962 | US Championships             | Roy Emerson    | 6−2, 6−3, 5−7, 6−4      |
| Finalista | 6.   | 1968 | Roland Garros                | Ken Rosewall   | 3−6, 1−6, 6−2, 2−6      |
| Guanyador | 7.   | 1968 | Wimbledon (3)                | Tony Roche     | 6−3, 6−4, 6−2           |
| Guanyador | 8.   | 1969 | Open d'Austràlia (3)         | Andrés Gimeno  | 6−3, 6−4, 7−5           |
| Guanyador | 9.   | 1969 | Roland Garros (2)            | Ken Rosewall   | 6−4, 6−3, 6−4           |
| Guanyador | 10.  | 1969 | Wimbledon (4)                | John Newcombe  | 6−4, 5−7, 6−4, 6−4      |
| Guanyador | 11.  | 1969 | US Open (2)                  | Tony Roche     | 7−9, 6−1, 6−2, 6−2      |

### Dobles masculins: 12 (6−6)
| Resultat  | Núm. | Any  | Torneig                      | Parella      | Oponents                    | Marcador                 |
| --------- | ---- | ---- | ---------------------------- | ------------ | --------------------------- | ------------------------ |
| Guanyador | 1.   | 1959 | Australian Championships     | Robert Mark  | Don Candy Robert Howe       | 9−7, 6−4, 6−2            |
| Finalista | 1.   | 1959 | Wimbledon Championships      | Robert Mark  | Roy Emerson Neale Fraser    | 6−8, 3−6, 16−14, 7−9     |
| Guanyador | 2.   | 1960 | Australian Championships (2) | Robert Mark  | Roy Emerson Neale Fraser    | 1−6, 6−2, 6−4, 6−4       |
| Finalista | 2.   | 1960 | US Championships             | Robert Mark  | Roy Emerson Neale Fraser    | 7−9, 2−6, 4−6            |
| Guanyador | 3.   | 1961 | Australian Championships (3) | Robert Mark  | Roy Emerson Martin Mulligan | 6−3, 7−5, 3−6, 9−11, 6−2 |
| Guanyador | 4.   | 1961 | Internationaux de France     | Roy Emerson  | Robert Howe Robert Mark     | 3−6, 6−1, 6−4            |
| Finalista | 3.   | 1968 | Roland Garros                | Roy Emerson  | Ken Rosewall Fred Stolle    | 3−6, 4−6, 3−6            |
| Guanyador | 5.   | 1969 | Open Austràlia (4)           | Roy Emerson  | Ken Rosewall Fred Stolle    | 6−4, 6−4                 |
| Finalista | 4.   | 1969 | Roland Garros (2)            | Roy Emerson  | John Newcombe Tony Roche    | 6−4, 1−6, 6−3, 4−6, 4−6  |
| Finalista | 5.   | 1970 | US Open (2)                  | Roy Emerson  | Pierre Barthes Nikola Pilić | 3−6, 6−7, 6−4, 6−7       |
| Guanyador | 6.   | 1971 | Wimbledon                    | Roy Emerson  | Arthur Ashe Dennis Ralston  | 4−6, 9−7, 6−8, 6−4, 6−4  |
| Finalista | 6.   | 1973 | US Open (3)                  | Ken Rosewall | Owen Davidson John Newcombe | 5−7, 6−2, 5−7, 5−7       |

### Dobles mixts: 5 (3−2)
| Resultat  | Núm. | Any  | Torneig                     | Parella         | Oponents                    | Marcador        |
| --------- | ---- | ---- | --------------------------- | --------------- | --------------------------- | --------------- |
| Finalista | 1.   | 1959 | Australian Championships    | Renee Schuurman | Sandra Reynolds Robert Mark | 6−4, 11−13, 1−6 |
| Finalista | 2.   | 1959 | Internationaux de France    | Renee Schuurman | Yola Ramírez Billy Knight   | 4−6, 4−6        |
| Guanyador | 1.   | 1959 | Wimbledon Championships     | Darlene Hard    | Maria Bueno Neale Fraser    | 6−4, 6−3        |
| Guanyador | 2.   | 1960 | Wimbledon Championships (2) | Darlene Hard    | Maria Bueno Robert Howe     | 13−11, 3−6, 8−6 |
| Guanyador | 3.   | 1961 | Internationaux de France    | Darlene Hard    | Věra Suková Jiří Javorský   | 6−0, 2−6, 6−3   |

## Torneigs de Pro Slam

### Individual: 14 (8−6)
| Resultat  | Núm. | Any  | Torneig                                   | Oponent         | Marcador                 |
| --------- | ---- | ---- | ----------------------------------------- | --------------- | ------------------------ |
| Finalista | 1.   | 1963 | International de France Professionnel     | Ken Rosewall    | 8−6, 4−6, 7−5, 3−6, 4−6  |
| Finalista | 2.   | 1963 | US Pro Tennis Championships               | Ken Rosewall    | 4−6, 2−6, 2−6            |
| Finalista | 3.   | 1964 | International de France Professionnel (2) | Ken Rosewall    | 3−6, 5−7, 6−3, 3−6       |
| Guanyador | 1.   | 1964 | Wembley Championships                     | Ken Rosewall    | 7−5, 4−6, 5−7, 8−6, 8−6  |
| Guanyador | 2.   | 1964 | US Pro Tennis Championships               | Pancho Gonzales | 4−6, 6−3, 7−5, 6−4       |
| Finalista | 4.   | 1965 | International de France Professionnel (3) | Ken Rosewall    | 3−6, 2−6, 4−6            |
| Guanyador | 3.   | 1965 | Wembley Championships (2)                 | Andrés Gimeno   | 6−2, 6−3, 6−4            |
| Finalista | 5.   | 1965 | US Pro Tennis Championships (2)           | Ken Rosewall    | 4−6, 3−6, 3−6            |
| Finalista | 6.   | 1966 | International de France Professionnel (4) | Ken Rosewall    | 3−6, 2−6, 12−14          |
| Guanyador | 4.   | 1966 | Wembley Championships (3)                 | Ken Rosewall    | 6−2, 6−2, 6−3            |
| Guanyador | 5.   | 1966 | US Pro Tennis Championships (2)           | Ken Rosewall    | 6−4, 4−6, 6−2, 8−10, 6−3 |
| Guanyador | 6.   | 1967 | International de France Professionnel     | Andrés Gimeno   | 6−4, 8−6, 4−6, 6−2       |
| Guanyador | 7.   | 1967 | Wembley Championships (4)                 | Ken Rosewall    | 2−6, 6−1, 1−6, 8−6, 6−2  |
| Guanyador | 8.   | 1967 | US Pro Tennis Championships (3)           | Andrés Gimeno   | 4−6, 6−4, 6−3, 7−5       |

## Palmarès

### Individual: 281 (199−82)
| Títols per superfície |
| --------------------- |
| Dura (38−18)          |
| Gespa (54−17)         |
| Terra batuda (46−24)  |
| Moqueta (16−8)        |
| Fusta (18−7)          |

| Resultat  | Núm. | Data                   | Torneig                                       | Superfície   | Oponent             | Marcador                   |
| --------- | ---- | ---------------------- | --------------------------------------------- | ------------ | ------------------- | -------------------------- |
| Finalista | 1.   | 20 d'octubre de 1955   | Southport, Austràlia                          | Gespa        | Les Flanders        | 4−6, 4−6                   |
| Guanyador | 1.   | 1956                   | Brisbane, Austràlia                           | Gespa        |                     |                            |
| Guanyador | 2.   | 3 de març de 1957      | Redcliffe, Austràlia                          | Gespa        | B. Green            | 6−1, 6−4                   |
| Guanyador | 3.   | 22 d'abril de 1957     | Rockhampton, Austràlia                        | Gespa        | Ken Fletcher        | 7−5, 6−3                   |
| Guanyador | 4.   | 2 de març de 1958      | Redcliffe (2)                                 | Gespa        | G. Gaydon           | 4−6, 6−4, 6−3              |
| Guanyador | 5.   | 6 de maig de 1958      | Nambour, Austràlia                            | Gespa        | Malcolm Anderson    | 6−3, 6−2                   |
| Guanyador | 6.   | 12 d'octubre de 1958   | Southport, Austràlia                          | Gespa        | Neil Gibson         | 7−9, 6−3, 6−4              |
| Guanyador | 7.   | 30 de març de 1959     | Rockhampton, Austràlia                        | Gespa        | Frank Gorman        | 6−1, 6−2                   |
| Finalista | 2.   | 5 de juliol de 1959    | Wimbledon Championships, Regne Unit           | Gespa        | Alex Olmedo         | 4−6, 3−6, 4−6              |
| Guanyador | 8.   | 2 de febrer de 1960    | Australian Championships, Austràlia           | Gespa        | Neale Fraser        | 5−7, 3−6, 6−3, 8−6, 8−6    |
| Finalista | 3.   | 21 de març de 1960     | Bathurst, Austràlia                           | Terra batuda | Bob Hewitt          | 11−9, 4−6, 3−6             |
| Guanyador | 9.   | 3 d'abril de 1960      | Wynnum, Austràlia                             | Gespa        | Neil Gibson         | 6−3, 6−0                   |
| Guanyador | 10.  | 2 de maig de 1960      | Nambour (2)                                   | Gespa        | Ken Fletcher        | 3−6, 7−5, 6−3              |
| Guanyador | 11.  | 6 de juny de 1960      | Lausana, Suïssa                               | Terra batuda | Ronald Barnes       | 6−4, 2−6, 6−4              |
| Finalista | 4.   | 3 de juliol de 1960    | Wimbledon Championships (2)                   | Gespa        | Neale Fraser        | 4−6, 6−3, 7−9, 5−7         |
| Guanyador | 12.  | 1 d'agost de 1960      | Haverford, Estats Units                       | Gespa        | Ron Holmberg        | 9−7, 8−6, 6−3              |
| Guanyador | 13.  | 7 d'agost de 1960      | Long Island, Estats Units                     | Gespa        | Ron Holmberg        | 12−10, 6−3, 3−6, 2−6, 6−3  |
| Guanyador | 14.  | 15 d'agost de 1960     | South Orange, Estats Units                    | Gespa        | Donald Dell         | 6−1, 10−8, 6−4             |
| Guanyador | 15.  | 23 d'agost de 1960     | Newport, Estats Units                         | Gespa        | Butch Buchholz      | 6−1, 6−8, 6−1, 6−2         |
| Finalista | 5.   | 16 de setembre de 1960 | US Championships, Estats Units                | Gespa        | Neale Fraser        | 6−4, 4−6, 8−10             |
| Guanyador | 16.  | 23 d'octubre de 1960   | Kingaroy, Austràlia                           | Terra batuda | Neil Gibson         | 2−6, 6−4, 6−2              |
| Guanyador | 17.  | 14 de gener de 1961    | Adelaida, Austràlia                           | Gespa        | Mike Sangster       | 11−9, 3−6, 4−6, 14−12, 6−3 |
| Finalista | 6.   | 30 de gener de 1961    | Australian Championships                      | Gespa        | Roy Emerson         | 6−1, 3−6, 5−7, 4−6         |
| Guanyador | 18.  | 13 de febrer de 1961   | Auckland, Nova Zelanda                        | Gespa        | Roy Emerson         | 4−6, 6−3, 6−2, 3−6, 7−5    |
| Finalista | 7.   | 20 de febrer de 1961   | Ciutat de Mèxic, Mèxic                        | Terra batuda | Roy Emerson         | 6−4, 4−6, 4−6, 2−6         |
| Guanyador | 19.  | 26 de febrer de 1961   | Kingston, Jamaica                             | Gespa        | Roy Emerson         | 4−6, 6−3, 6−4              |
| Guanyador | 20.  | 6 de març de 1961      | Caracas, Veneçuela                            | Dura         | Luis Ayala          | 4−6, 6−4, 6−3, 4−6, 8−6    |
| Finalista | 8.   | 12 de març de 1961     | Barranquilla, Colòmbia                        | Terra batuda | Manuel Santana      | 4−6, 1−6, 1−6              |
| Guanyador | 21.  | 17 d'abril de 1961     | Houston, Estats Units                         | Terra batuda | Roy Emerson         | 7−5, 7−5, 1−6, 6−3         |
| Finalista | 9.   | 29 d'abril de 1961     | Bournemouth, Regne Unit                       | Terra batuda | Roy Emerson         | 6−8, 4−6, 0−6              |
| Finalista | 10.  | 13 de maig de 1961     | Roma, Itàlia                                  | Terra batuda | Nicola Pietrangeli  | 8−6, 1−6, 2−6, 2−6         |
| Guanyador | 22.  | 8 de juliol de 1961    | Wimbledon Championships                       | Gespa        | Chuck McKinley      | 6−3, 6−1, 6−4              |
| Guanyador | 23.  | 30 de juliol de 1961   | Deauville, França                             | Terra batuda | Michel Leclercq     | 6−2, 6−3                   |
| Guanyador | 24.  | 30 de juliol de 1961   | Deauville                                     | Terra batuda | Jaroslav Drobný     | 6−2, 6−4                   |
| Guanyador | 25.  | 7 d'agost de 1961      | Bad Neuenahr, Alemanya Occidental             | Terra batuda | Luis Ayala          | 6−4, 4−6, 6−3              |
| Guanyador | 26.  | 15 d'agost de 1961     | Hamburg, Alemanya Occidental                  | Terra batuda | Luis Ayala          | 6−2, 6−8, 5−7, 6−1, 6−2    |
| Finalista | 11.  | 20 d'agost de 1961     | Kitzbühel, Àustria                            | Terra batuda | Roy Emerson         | 3−6, 3−6, 6−3, 6−0, 2−6    |
| Finalista | 12.  | 24 d'agost de 1961     | Sankt Moritz, Suïssa                          | Terra batuda | Jean-Noël Grinda    | 1−6, 6−1, 4−6              |
| Finalista | 13.  | 10 de setembre de 1961 | US Championships (2)                          | Gespa        | Roy Emerson         | 5−7, 3−6, 2−6              |
| Guanyador | 27.  | 15 d'octubre de 1961   | Sydney, Austràlia                             | Gespa        | Bob Hewitt          | 1−6, 6−2, 6−3              |
| Finalista | 14.  | 22 d'octubre de 1961   | Sydney                                        | Terra batuda | Bob Hewitt          | 4−6, 2−6, 7−5, 3−6         |
| Guanyador | 28.  | 30 d'octubre de 1961   | Gladstone, Austràlia                          | Terra batuda | Roy Emerson         | 7−5, 6−3                   |
| Guanyador | 29.  | 11 de novembre de 1961 | Brisbane (2)                                  | Gespa        | Roy Emerson         | 4−6, 4−6, 6−0, 8−6, 6−3    |
| Guanyador | 30.  | 9 de desembre de 1961  | Melbourne, Austràlia                          | Gespa        | Roy Emerson         | 4−6, 8−6, 9−7, 6−3         |
| Guanyador | 31.  | 24 de desembre de 1961 | Sydney (2)                                    | Gespa        | Roy Emerson         | 8−6, 6−3, 3−6, 4−6, 6−4    |
| Guanyador | 32.  | 1 de gener de 1962     | Manly, Austràlia                              | Gespa        | Bob Hewitt          | 6−3, 6−3                   |
| Guanyador | 33.  | 15 de gener de 1962    | Australian Championships (2)                  | Gespa        | Roy Emerson         | 8−6, 0−6, 6−4, 6−4         |
| Guanyador | 34.  | 30 de gener de 1962    | Hobart, Austràlia                             | Gespa        | Neale Fraser        | 7−5, 0−6, 0−6, 6−1, 6−2    |
| Finalista | 15.  | 18 de febrer de 1962   | Ciutat de Mèxic (2)                           | Terra batuda | Manuel Santana      | 3−6, 4−6, 7−5, 5−7         |
| Finalista | 16.  | 11 de març de 1962     | Montego Bay, Jamaica                          | Dura         | Roy Emerson         | 6−8, 5−7, 6−4, 6−3, 2−6    |
| Guanyador | 35.  | 25 de març de 1962     | Caracas (2)                                   | Dura         | Roy Emerson         | 9−7, 6−2, 6−0              |
| Finalista | 17.  | 1 d'abril de 1962      | San Juan, Puerto Rico                         | Dura         | Roy Emerson         | 5−7, 5−7                   |
| Finalista | 18.  | 8 d'abril de 1962      | Saint Petersburg, Estats Units                | Terra batuda | Roy Emerson         | 2−6, 4−6, 1−6              |
| Guanyador | 36.  | 15 d'abril de 1962     | Houston (2)                                   | Terra batuda | Roy Emerson         | 6−1, 7−5, 7−5              |
| Guanyador | 37.  | 21 d'abril de 1962     | Connaught, Irlanda                            |              | Martin Mulligan     | 4−6, 6−4, 6−4              |
| Guanyador | 38.  | 28 d'abril de 1962     | Bournemouth                                   | Terra batuda | Ian Crookenden      | 6−3, 6−3, 6−3              |
| Guanyador | 39.  | 5 de maig de 1962      | Palerm, Itàlia                                | Terra batuda | Neale Fraser        | 6−4, 6−2, 4−6, 6−1         |
| Guanyador | 40.  | 13 de maig de 1962     | Roma                                          | Terra batuda | Roy Emerson         | 6−2, 1−6, 3−6, 6−3, 6−1    |
| Guanyador | 41.  | 20 de maig de 1962     | Lugano, Suïssa                                | Terra batuda | Ramanathan Krishnan | 6−4, 6−2                   |
| Guanyador | 42.  | 3 de juny de 1962      | Internationaux de France, França              | Terra batuda | Roy Emerson         | 3−6, 2−6, 6−3, 9−7, 6−2    |
| Guanyador | 43.  | 7 de juny de 1962      | Oslo, Noruega                                 | Terra batuda | Jan-Erik Lundqvist  | 6−1, 4−6, 6−4, 6−3         |
| Guanyador | 44.  | 23 de juny de 1962     | Londres, Regne Unit                           | Gespa        | Roy Emerson         | 6−4, 7−5                   |
| Guanyador | 45.  | 7 de juliol de 1962    | Wimbledon Championships (2)                   | Gespa        | Martin Mulligan     | 6−2, 6−2, 6−1              |
| Guanyador | 46.  | 15 de juliol de 1962   | Dublín, Irlanda                               | Gespa        | Robert Wilson       | Renúncia                   |
| Guanyador | 47.  | 22 de juliol de 1962   | Gstaad, Suïssa                                | Terra batuda | Neale Fraser        | 6−4, 6−4, 8−6              |
| Guanyador | 48.  | 29 de juliol de 1962   | Hilversum, Països Baixos                      | Terra batuda | Ramanathan Krishnan | 4−6, 6−3, 6−3, 7−5         |
| Guanyador | 49.  | 5 d'agost de 1962      | Hamburg (2)                                   | Terra batuda | Manuel Santana      | 8−6, 7−5, 6−4              |
| Guanyador | 50.  | 10 de setembre de 1962 | US Championships                              | Gespa        | Roy Emerson         | 6−2, 6−4, 5−7, 6−4         |
| Finalista | 19.  | 16 de setembre de 1962 | Tuscaloosa, Estats Units                      | Gespa        | Gordon Forbes       | 6−8, 4−6, 6−3, 5−7         |
| Finalista | 20.  | 24 de setembre de 1962 | Los Angeles, Estats Units                     | Dura         | Roy Emerson         | 14−16, 3−6                 |
| Guanyador | 51.  | 14 d'octubre de 1962   | Warwick, Austràlia                            | Terra batuda | Ken Fletcher        | 8−6, 6−3                   |
| Guanyador | 52.  | 23 d'octubre de 1962   | Sydney                                        | Terra batuda | Fred Stolle         | 6−2, 2−6, 6−4, 4−6, 8−6    |
| Finalista | 21.  | 8 de novembre de 1962  | Brisbane                                      | Gespa        | Bob Hewitt          | 6−1, 3−6, 4−6, 6−1, 5−7    |
| Guanyador | 53.  | 22 de desembre de 1962 | Melbourne (2)                                 | Gespa        | Neale Fraser        | 3−6, 9−7, 6−1, 6−8, 6−0    |
| Finalista | 22.  | 2 de juny de 1963      | San Diego, Estats Units                       | Dura         | Andrés Gimeno       | 6−2, 5−7, 3−6              |
| Finalista | 23.  | 16 de juny de 1963     | Los Angeles (2)                               | Dura         | Ken Rosewall        | 12−14, 4−6, 3−6            |
| Finalista | 24.  | 30 de juny de 1963     | US Pro Tennis Championships, Estats Units     | Gespa        | Ken Rosewall        | 4−6, 2−6, 2−6              |
| Guanyador | 54.  | 12 d'agost de 1963     | Kitzbühel (2)                                 | Terra batuda | Ken Rosewall        | 6−3, 6−4, 6−4              |
| Guanyador | 55.  | 19 d'agost de 1963     | Canes, França                                 | Terra batuda | Ken Rosewall        | 6−2, 6−3, 6−4              |
| Guanyador | 56.  | 25 d'agost de 1963     | Noordwijk, Països Baixos                      | Terra batuda | Butch Buchholz      | 6−2, 6−3, 6−3              |
| Finalista | 25.  | 16 de setembre de 1963 | International de France Professionnel, França | Fusta        | Ken Rosewall        | 8−6, 4−6, 5−7, 3−6, 4−6    |
| Finalista | 26.  | 30 de setembre de 1963 | Roma (2)                                      | Terra batuda | Ken Rosewall        | 4−6, 3−6                   |
| Guanyador | 57.  | 6 d'octubre de 1963    | Salisbury, Rhodèsia                           | Dura         | Alex Olmedo         | 6−3, 10−8                  |
| Guanyador | 58.  | 12 d'octubre de 1963   | Johannesburg, Sud-àfrica                      | Dura         | Mike Davies         | 4−6, 8−6, 6−2              |
| Finalista | 27.  | 14 d'octubre de 1963   | Durban, Sud-àfrica                            | Dura         | Alex Olmedo         | 7−9, 4−6                   |
| Guanyador | 59.  | 25 d'octubre de 1963   | El Cap, Sud-àfrica                            | Dura         | Alex Olmedo         | 6−0, 6−4                   |
| Finalista | 28.  | 6 de novembre de 1963  | Tòquio, Japó                                  |              | Butch Buchholz      | 3−6, 4−6                   |
| Guanyador | 60.  | 4 de gener de 1964     | Perth, Austràlia                              | Gespa        | Ken Rosewall        | 6−2, 6−1                   |
| Finalista | 29.  | 11 de gener de 1964    | Melbourne                                     | Gespa        | Ken Rosewall        | 4−6, 4−6                   |
| Guanyador | 61.  | 21 de juny de 1964     | Monterey, Estats Units                        | Dura         | Alex Olmedo         | 10−8, 6−1                  |
| Guanyador | 62.  | 12 de juliol de 1964   | US Pro Tennis Championships, Estats Units     | Gespa        | Pancho Gonzales     | 4−6, 6−3, 7−5, 6−4         |
| Finalista | 30.  | 24 de juliol de 1964   | Le Zoute, Bèlgica                             |              | Pancho Gonzales     | 3−6, 6−8                   |
| Guanyador | 63.  | 8 d'agost de 1964      | Biarritz, França                              | Terra batuda | Lew Hoad            | 6−3, 3−6, 6−3              |
| Guanyador | 64.  | 30 d'agost de 1964     | Ginebra, Suïssa                               | Terra batuda | Pancho Gonzales     | 4−6, 6−3, 6−1              |
| Finalista | 31.  | 14 de setembre de 1964 | International de France Professionnel (2)     | Fusta        | Ken Rosewall        | 3−6, 5−7, 6−3, 3−6         |
| Guanyador | 65.  | 19 de setembre de 1964 | Wembley Championships, Regne Unit             | Fusta        | Ken Rosewall        | 7−5, 5−7, 4−6, 8−6, 8−6    |
| Guanyador | 66.  | 10 d'octubre de 1964   | Salisbury (2)                                 | Dura         | Butch Buchholz      | 6−3, 4−6, 10−8             |
| Guanyador | 67.  | 14 d'octubre de 1964   | Johannesburg (2)                              | Dura         | Lew Hoad            | 10−8, 6−3                  |
| Guanyador | 68.  | 28 d'octubre de 1964   | Port Elisabeth, Sud-àfrica                    | Dura         | Frank Sedgman       | 8−6                        |
| Guanyador | 69.  | 15 de novembre de 1964 | El Caire, Egipte                              | Terra batuda | Andrés Gimeno       | 6−3, 6−3                   |
| Guanyador | 70.  | 18 de novembre de 1964 | Marsella, França                              |              | Butch Buchholz      | 6−2, 6−4                   |
| Finalista | 32.  | 16 de gener de 1965    | Brisbane (2)                                  | Gespa        | Ken Rosewall        | 8−6, 2−6, 4−6              |
| Guanyador | 71.  | 31 de gener de 1965    | Adelaida (2)                                  | Gespa        | Ken Rosewall        | 6−3, 6−4                   |
| Guanyador | 72.  | 7 de febrer de 1965    | Perth (2)                                     | Gespa        | Pancho Gonzales     | 7−5, 11−9                  |
| Guanyador | 73.  | 13 de febrer de 1965   | Melbourne (3)                                 | Gespa        | Ken Rosewall        | 2−6, 6−1, 6−4              |
| Guanyador | 74.  | 20 de febrer de 1965   | Hobart (2)                                    | Gespa        | Lew Hoad            | 3−6, 8−6, 7−5              |
| Guanyador | 75.  | 25 d'abril de 1965     | Oklahoma City, Estats Units                   |              | Pancho Gonzales     | 6−3, 6−4                   |
| Guanyador | 76.  | 2 de maig de 1965      | Nova York, Estats Units                       | Fusta        | Pancho Gonzales     | 6−3, 6−1                   |
| Guanyador | 77.  | 25 de maig de 1965     | Los Angeles                                   |              | Pancho Gonzales     | 3−6, 6−3, 7−5              |
| Guanyador | 78.  | 31 de maig de 1965     | San Rafael, Estats Units                      |              | Pancho Gonzales     | 6−1, 6−4                   |
| Finalista | 33.  | 6 de juny de 1965      | Seattle, Estats Units                         |              | Pancho Gonzales     | 3−6, 4−6                   |
| Guanyador | 79.  | 20 de juny de 1965     | Lake Tahoe, Estats Units                      |              | Pancho Gonzales     | 6−3, 2−6, 6−4              |
| Finalista | 34.  | 27 de juny de 1965     | Reston, Estats Units                          | Terra batuda | Ken Rosewall        | 6−8, 1−6                   |
| Guanyador | 80.  | 12 de juliol de 1965   | Newport (2)                                   | Gespa        | Ken Rosewall        | 31−28                      |
| Finalista | 35.  | 18 de juliol de 1965   | US Pro Tennis Championships                   | Gespa        | Ken Rosewall        | 4−6, 3−6, 3−6              |
| Finalista | 36.  | 16 d'agost de 1965     | Riccione, Itàlia                              | Terra batuda | Andrés Gimeno       | 6−1, 3−6, 5−7              |
| Guanyador | 81.  | 27 de juliol de 1965   | Belfast, Irlanda del Nord                     | Gespa        | Andrés Gimeno       | 6−4, 6−4                   |
| Finalista | 37.  | 18 d'agost de 1965     | Èx-los-Bens, França                           | Terra batuda | Andrés Gimeno       | 6−2, 9−11, 3−6             |
| Guanyador | 82.  | 28 d'agost de 1965     | Canes (2)                                     | Terra batuda | Andrés Gimeno       | 7−5, 7−5, 6−3              |
| Finalista | 38.  | 13 de setembre de 1965 | International de France Professionnel (3)     | Fusta        | Ken Rosewall        | 3−6, 2−6, 4−6              |
| Guanyador | 83.  | 18 de setembre de 1965 | Wembley Championships (2)                     | Fusta        | Andrés Gimeno       | 6−2, 6−3, 6−4              |
| Guanyador | 84.  | octubre de 1965        | Nairobi, Kenya                                | Dura         | Ken Rosewall        | 6−1, 4−6, 6−2              |
| Guanyador | 85.  | octubre de 1965        | Salisbury, Rhodèsia del Sud (3)               | Dura         | Ken Rosewall        | 3−6, 6−4, 6−1              |
| Guanyador | 86.  | octubre de 1965        | Durban                                        | Dura         | Ken Rosewall        | 2−6, 6−8                   |
| Finalista | 39.  | 28 d'octubre de 1965   | Port Elisabeth                                | Dura         | Andrés Gimeno       | 6−10                       |
| Guanyador | 87.  | 4 de novembre de 1965  | El Cap (2)                                    | Dura         | Ken Rosewall        | 4−6, 6−3, 6−3              |
| Guanyador | 88.  | 19 de gener de 1966    | Brisbane (3)                                  | Gespa        | Andrés Gimeno       | 6−3, 6−4                   |
| Guanyador | 89.  | 22 de gener de 1966    | Melbourne (4)                                 | Gespa        | Ken Rosewall        | 6−3, 6−0                   |
| Guanyador | 90.  | 29 de gener de 1966    | Perth (3)                                     | Gespa        | Ken Rosewall        | 6−2, 10−8                  |
| Finalista | 40.  | 26 de març de 1966     | Nova York, Estats Units                       | Fusta        | Ken Rosewall        | 3−6, 3−6                   |
| Finalista | 41.  | 31 de març de 1966     | Wembley                                       | Fusta        | Pancho Gonzales     | 3−6, 7−5, 10−12            |
| Guanyador | 91.  | 4 d'abril de 1966      | Nancy, França                                 | Fusta        | Andrés Gimeno       | 7−5, 6−3                   |
| Guanyador | 92.  | 10 d'abril de 1966     | Canes (3)                                     | Terra batuda | Andrés Gimeno       | 7−5, 6−3                   |
| Guanyador | 93.  | 12 de juny de 1966     | Forest Hills                                  | Gespa        | Ken Rosewall        | 31−29                      |
| Finalista | 42.  | 19 de juny de 1966     | Saint Louis, Estats Units                     | Dura         | Andrés Gimeno       | 4−6, 6−1, 3−6              |
| Finalista | 43.  | 27 de juny de 1966     | San Rafael                                    |              | Ken Rosewall        | 29−31                      |
| Guanyador | 94.  | 16 de juliol de 1966   | US Pro Tennis Championships (2)               | Gespa        | Ken Rosewall        | 6−4, 4−6, 6−2, 8−10, 6−3   |
| Guanyador | 95.  | juliol de 1966         | Binghamton, Estats Units                      |              | Pancho Segura       | 31−18, 31−18               |
| Guanyador | 96.  | 22 d'agost de 1966     | Porto, Portugal                               | Terra batuda | Pierre Barthes      | 6−4, 8−6                   |
| Finalista | 44.  | 4 de setembre de 1966  | Ginebra                                       | Terra batuda | Andrés Gimeno       | 3−6, 2−6                   |
| Guanyador | 97.  | 17 de setembre de 1966 | Wembley Championships (3)                     | Fusta        | Ken Rosewall        | 6−2, 6−2, 6−3              |
| Finalista | 45.  | 22 de setembre de 1966 | Barcelona, Espanya                            | Terra batuda | Andrés Gimeno       | 4−6, 8−10, 6−3, 6−4, 2−6   |
| Finalista | 46.  | 2 d'octubre de 1966    | International de France Professionnel (4)     | Fusta        | Ken Rosewall        | 3−6, 6−2, 12−14            |
| Guanyador | 98.  | 8 d'octubre de 1966    | Milà, Itàlia                                  |              | Andrés Gimeno       | 4−6, 6−1, 9−7              |
| Guanyador | 99.  | 15 d'octubre de 1966   | Johannesburg (3)                              | Dura         | Andrés Gimeno       | 6−4, 6−2                   |
| Finalista | 47.  | 20 d'octubre de 1966   | Johannesburg                                  | Dura         | Ken Rosewall        | 26−31                      |
| Guanyador | 100. | 23 d'octubre de 1966   | El Cap (3)                                    | Dura         | Ken Rosewall        | 5−7, 6−4, 7−5              |
| Guanyador | 101. | 28 d'octubre de 1966   | Durban (2)                                    | Dura         | Andrés Gimeno       | 6−1, 6−3                   |
| Finalista | 48.  | 7 de novembre de 1966  | Kampala, Uganda                               | Terra batuda | Andrés Gimeno       | 0−6, 2−6                   |
| Guanyador | 102. | 10 de novembre de 1966 | Abidjan, Costa d'Ivori                        | Terra batuda | Andrés Gimeno       | 2−6, 6−4, 6−0              |
| Guanyador | 103. | 14 de novembre de 1966 | Dakar, Senegal                                | Terra batuda | Andrés Gimeno       | 2−6, 6−1, 9−7              |
| Finalista | 49.  | 4 de desembre de 1966  | Hollywood, Estats Units                       |              | Pancho Gonzales     | 4−6, 2−6                   |
| Finalista | 50.  | 19 de febrer de 1967   | Melbourne (2)                                 | Gespa        | Pancho Gonzales     | 2−6, 4−6                   |
| Guanyador | 104. | 5 de març de 1967      | Nova York (2)                                 | Fusta        | Pancho Gonzales     | 7−5, 14−16, 7−5, 6−2       |
| Guanyador | 105. | 12 de març de 1967     | San Juan                                      | Dura         | Andrés Gimeno       | 6−4, 3−6, 6−1              |
| Guanyador | 106. | 19 de març de 1967     | Orlando, Estats Units                         | Dura         | Pancho Gonzales     | 6−4, 2−6, 6−0              |
| Guanyador | 107. | 26 de març de 1967     | Miami Beach, Estats Units                     |              | Andrés Gimeno       | 6−3, 6−3                   |
| Guanyador | 108. | 2 d'abril de 1967      | Boston, Estats Units                          |              | Ken Rosewall        | 6−4, 6−0                   |
| Guanyador | 109. | 9 d'abril de 1967      | París, França                                 | Fusta        | Ken Rosewall        | 6−0, 10−8, 10−8            |
| Finalista | 51.  | abril de 1967          | Lió, França                                   | Fusta        | Fred Stolle         | 1−6, 6−3, 4−6              |
| Guanyador | 110. | abril de 1967          | Mont-real, Canadà                             |              | Dennis Ralston      | 17−15, 6−0                 |
| Guanyador | 111. | abril de 1967          | Marsella (2)                                  |              | Dennis Ralston      | 6−4, 6−3                   |
| Guanyador | 112. | 14 de maig de 1967     | San Diego                                     |              | Dennis Ralston      | 6−4, 12−10                 |
| Finalista | 52.  | 28 de maig de 1967     | Los Angeles (3)                               | Dura         | Ken Rosewall        | 2−6, 6−2, 5−7              |
| Finalista | 53.  | 4 de juny de 1967      | Berkeley, Estats Units                        | Dura         | Ken Rosewall        | 6−4, 3−6, 6−8              |
| Guanyador | 113. | 9 de juny de 1967      | Nova York (3)                                 | Fusta        | Ken Rosewall        | 6−4, 6−4                   |
| Guanyador | 114. | 4 de juliol de 1967    | Oklahoma City (2)                             |              | Ken Rosewall        | 6−2, 3−6, 6−4              |
| Guanyador | 115. | 16 de juliol de 1967   | US Pro Tennis Championships (3)               | Gespa        | Andrés Gimeno       | 4−6, 6−4, 6−3, 7−5         |
| Guanyador | 116. | 23 de juliol de 1967   | Newport (3)                                   | Gespa        | Andrés Gimeno       | 31−27                      |
| Guanyador | 117. | 30 de juliol de 1967   | Binghamton (2)                                |              | Andrés Gimeno       | 6−1, 6−3                   |
| Guanyador | 118. | 13 d'agost de 1967     | Fort Worth, Estats Units                      |              | Dennis Ralston      | 8−6, 6−0                   |
| Guanyador | 119. | 28 d'agost de 1967     | Wembley Championships (4)                     | Gespa        | Ken Rosewall        | 6−2, 6−2, 12−10            |
| Guanyador | 120. | 23 de setembre de 1967 | Johannesburg (4)                              | Dura         | Ken Rosewall        | 6−1, 8−6                   |
| Guanyador | 121. | 16 d'octubre de 1967   | International de France Professionnel (2)     | Fusta        | Andrés Gimeno       | 6−4, 8−6, 4−6, 6−2         |
| Finalista | 54.  | 18 d'octubre de 1967   | Praga, Txecoslovàquia                         |              | Dennis Ralston      | 5−7, 1−6                   |
| Guanyador | 122. | 28 d'octubre de 1967   | Wembley                                       | Fusta        | Ken Rosewall        | 2−6, 6−1, 1−6, 8−6, 6−2    |
| Guanyador | 123. | 21 de març de 1968     | São Paulo, Brasil                             |              | Pancho Gonzales     |                            |
| Guanyador | 124. | 25 de març de 1968     | Buenos Aires, Argentina                       | Terra batuda | Pancho Gonzales     | 7−5, 5−7, 6−4              |
| Guanyador | 125. | 17 d'abril de 1968     | Londres, Regne Unit                           | Fusta        | Ken Rosewall        | 6−3, 10−8                  |
| Finalista | 55.  | 27 d'abril de 1968     | Bournemouth (2)                               | Terra batuda | Ken Rosewall        | 6−3, 2−6, 0−6, 3−6         |
| Guanyador | 126. | 6 de maig de 1968      | Wembley (2)                                   | Fusta        | Ken Rosewall        | 6−0, 6−1, 6−0              |
| Guanyador | 127. | 18 de maig de 1968     | Nova York (4)                                 | Fusta        | Ken Rosewall        | 4−6, 6−3, 9−7, 6−4         |
| Finalista | 56.  | 9 de juny de 1968      | Roland Garros (5)                             | Terra batuda | Ken Rosewall        | 3−6, 1−6, 6−2, 2−6         |
| Guanyador | 128. | 6 de juliol de 1968    | Wimbledon (5)                                 | Gespa        | Tony Roche          | 6−3, 6−4, 6−2              |
| Guanyador | 129. | 15 de juliol de 1968   | Roland Garros Pro Championships               | Terra batuda | John Newcombe       | 6−2, 6−2, 6−3              |
| Finalista | 57.  | agost de 1968          | Los Angeles (4)                               | Moqueta (i)  | Pancho Gonzales     | 6−1, 3−6, 4−6              |
| Guanyador | 130. | 10 de setembre de 1968 | Chestnut Hill, Estats Units                   | Gespa        | John Newcombe       | 6−4, 6−4, 9−7              |
| Guanyador | 131. | 22 de setembre de 1968 | Los Angeles (2)                               | Dura         | Ken Rosewall        | 4−6, 6−0, 6−0              |
| Guanyador | 132. | 7 d'octubre de 1968    | Corpus Christi, Estats Units                  |              | Andrés Gimeno       | 6−2, 6−4                   |
| Guanyador | 133. | 20 d'octubre de 1968   | São Paulo (2)                                 | Terra batuda |                     | 3−0                        |
| Guanyador | 134. | 27 d'octubre de 1968   | La Paz, Bolívia                               | Terra batuda |                     | 3−0                        |
| Finalista | 58.  | 10 de novembre de 1968 | Buenos Aires                                  | Terra batuda | Roy Emerson         | 7−9, 4−6, 4−6              |
| Guanyador | 135. | desembre de 1968       | Nashville, Estats Units                       | Moqueta      | Ken Rosewall        | 6−2, 6−3                   |
| Finalista | 59.  | 19 de gener de 1969    | Sydney                                        | Gespa        | Tony Roche          | 4−6, 6−4, 7−9, 10−12       |
| Guanyador | 136. | 27 de gener de 1969    | Open d'Austràlia (3)                          | Gespa        | Andrés Gimeno       | 6−3, 6−4, 7−5              |
| Finalista | 60.  | 3 de febrer de 1969    | Auckland                                      | Gespa        | Tony Roche          | 1−6, 4−6, 6−4, 3−6         |
| Guanyador | 137. | 9 de febrer de 1969    | Filadèlfia, Estats Units                      | Moqueta      | Tony Roche          | 7−5, 6−4, 6−4              |
| Guanyador | 138. | 11 de febrer de 1969   | Orlando (2)                                   |              | Ken Rosewall        | 6−3, 6−2                   |
| Finalista | 61.  | 16 de febrer de 1969   | Hollywood (2)                                 | Dura         | Tony Roche          | 3−6, 7−9, 4−6              |
| Finalista | 62.  | 27 de febrer de 1969   | Oakland, Estats Units                         | Dura         | Tony Roche          | 6−4, 4−6, 9−11             |
| Guanyador | 139. | 8 de març de 1969      | Los Angeles (3)                               |              | Marty Riessen       | 6−4, 10−8                  |
| Guanyador | 140. | 12 d'abril de 1969     | Johannesburg (5)                              | Dura         | Tom Okker           | 6−3, 10−8, 6−3             |
| Guanyador | 141. | 27 d'abril de 1969     | Anaheim, Estats Units                         | Dura         | Ron Holmberg        | 31−16, 31−28               |
| Guanyador | 142. | 18 de maig de 1969     | Nova York (5)                                 | Fusta        | Roy Emerson         | 6−2, 4−6, 6−1              |
| Guanyador | 143. | 24 de maig de 1969     | Wembley (3)                                   | Fusta        | Ken Rosewall        | 8−6, 6−0                   |
| Guanyador | 144. | 8 de juny de 1969      | Roland Garros (3)                             | Terra batuda | Ken Rosewall        | 6−4, 6−3, 6−4              |
| Guanyador | 145. | 5 de juliol de 1969    | Wimbledon (6)                                 | Gespa        | John Newcombe       | 6−4, 5−7, 6−4, 6−4         |
| Guanyador | 146. | 15 de juliol de 1969   | Chestnut Hill (2)                             | Gespa        | John Newcombe       | 7−5, 6−2, 4−6, 6−1         |
| Guanyador | 147. | agost de 1969          | Saint Louis                                   | Terra batuda | Fred Stolle         | 7−5, 3−6, 7−5              |
| Guanyador | 148. | 17 d'agost de 1969     | Fort Worth (2)                                | Dura         | Ken Rosewall        | 6−3, 6−3                   |
| Guanyador | 149. | agost de 1969          | Binghamton (3)                                |              | Pancho Gonzales     | 6−1, 6−2                   |
| Guanyador | 150. | agost de 1969          | Baltimore, Estats Units                       |              | Pancho Gonzales     | 6−3, 3−6, 7−5, 4−6, 8−6    |
| Guanyador | 151. | 9 de setembre de 1969  | US Open (4)                                   | Gespa        | Tony Roche          | 7−9, 6−1, 6−2, 6−2         |
| Finalista | 63.  | 11 de novembre de 1969 | Barcelona (2)                                 | Terra batuda | Andrés Gimeno       | 8−10, 6−2, 6−3, 4−6, 1−6   |
| Guanyador | 152. | 23 de novembre de 1969 | Londres (2)                                   | Fusta        | Tony Roche          | 6−4, 6−1, 6−3              |
| Guanyador | 153. | 1 de desembre de 1969  | Madrid, Espanya                               |              | Roger Taylor        | 6−3, 6−2                   |
| Guanyador | 154. | 8 de febrer de 1970    | Filadèlfia (2)                                | Moqueta      | Tony Roche          | 6−3, 8−6, 6−2              |
| Finalista | 64.  | 1 de març de 1970      | Los Angeles (5)                               | Dura         | Dennis Ralston      | 4−6, 6−4, 1−6              |
| Finalista | 65.  | 17 de març de 1970     | Las Vegas, Estats Units                       | Dura         | Pancho Gonzales     | 1−6, 5−7, 7−5, 3−6         |
| Guanyador | 155. | 22 de març de 1970     | Sydney (3)                                    | Gespa        | Ken Rosewall        | 3−6, 6−2, 3−6, 6−2, 6−3    |
| Guanyador | 156. | 3 d'abril de 1970      | Johannesburg (6)                              | Dura         | Frew McMillan       | 4−6, 6−2, 6−1, 6−2         |
| Guanyador | 157. | 1 de juny de 1970      | Saint Louis (2)                               | Moqueta      | Ken Rosewall        | 6−1, 6−4                   |
| Finalista | 66.  | 13 de juny de 1970     | Bristol, Regne Unit                           | Gespa        | Nikola Pilić        | 3−6, 6−1, 3−6              |
| Guanyador | 158. | 20 de juny de 1970     | Londres (2)                                   | Gespa        | John Newcombe       | 6−4, 6−3                   |
| Finalista | 67.  | 12 de juliol de 1970   | Dublín                                        | Gespa        | Tony Roche          | 3−6, 1−6                   |
| Guanyador | 159. | 16 de juliol de 1970   | Nova York (6)                                 | Fusta        | Ken Rosewall        | 6−4, 6−3, 6−3              |
| Guanyador | 160. | 2 d'agost de 1970      | Louisville, Estats Units                      | Terra batuda | John Newcombe       | 6−3, 6−3                   |
| Guanyador | 161. | 7 d'agost de 1970      | Bretton Woods, Estats Units                   | Terra batuda | Roy Emerson         | 6−3, 6−3                   |
| Finalista | 68.  | 9 d'agost de 1970      | Chestnut Hill                                 | Dura         | Tony Roche          | 6−3, 4−6, 6−1, 2−6, 2−6    |
| Guanyador | 162. | 16 d'agost de 1970     | Toronto, Canadà                               | Terra batuda | Roger Taylor        | 6−0, 4−6, 6−3              |
| Guanyador | 163. | 23 d'agost de 1970     | Fort Worth (3)                                | Dura         | Roy Emerson         | 6−3, 7−5                   |
| Guanyador | 164. | 1 de setembre de 1970  | South Orange (2)                              | Gespa        | Robert Carmichael   | 6−4, 6−2, 6−2              |
| Guanyador | 165. | 27 de setembre de 1970 | Los Angeles (4)                               | Dura         | John Newcombe       | 4−6, 6−4, 7−6              |
| Guanyador | 166. | 4 d'octubre de 1970    | Vancouver, Canadà                             |              | Roy Emerson         | 6−2, 6−1, 6−2              |
| Guanyador | 167. | 19 d'octubre de 1970   | Bonn, Alemanya Occidental                     | Moqueta      | Tom Okker           | 6−3, 6−7, 6−2              |
| Guanyador | 168. | 21 de novembre de 1970 | Wembley (4)                                   | Moqueta      | Cliff Richey        | 6−3, 6−4, 7−5              |
| Finalista | 69.  | 25 de novembre de 1970 | Barcelona                                     | Terra batuda | Manuel Santana      | 4−6, 3−6, 4−6              |
| Finalista | 70.  | 15 de desembre de 1970 | Masters Grand Prix, Tòquio, Japó              | Moqueta (i)  | Stan Smith          | 6−4, 3−6, 4−6              |
| Finalista | 71.  | 14 de febrer de 1971   | Filadèlfia                                    | Moqueta      | John Newcombe       | 6−7, 6−7, 4−6              |
| Guanyador | 169. | 19 de febrer de 1971   | Nova York (7)                                 | Fusta        | Tom Okker           | 7−5, 6−2, 6−1              |
| Guanyador | 170. | 2 de març de 1971      | Londres (3)                                   | Dura (i)     | Nikola Pilić        | 6−4, 6−0, 6−2              |
| Finalista | 72.  | 4 d'abril de 1971      | Miami, Estats Units                           | Dura         | Cliff Drysdale      | 2−6, 4−6, 6−3, 4−6         |
| Guanyador | 171. | 9 de maig de 1971      | Roma (2)                                      | Terra batuda | Jan Kodeš           | 7−5, 6−3, 6−3              |
| Finalista | 73.  | 1 d'agost de 1971      | Quebec, Canadà                                |              | Tom Okker           | 3−6, 6−7, 7−6, 1−6         |
| Guanyador | 172. | 22 d'agost de 1971     | Fort Worth (4)                                | Dura         | Marty Riessen       | 2−6, 6−4, 3−6, 7−5, 6−3    |
| Guanyador | 173. | 29 d'agost de 1971     | Hilton Head, Estats Units                     | Terra batuda | John Newcombe       | 6−2, 7−5                   |
| Guanyador | 174. | 3 d'octubre de 1971    | Berkeley                                      | Dura         | Ken Rosewall        | 6−4, 6−4, 7−6              |
| Finalista | 74.  | 30 d'octubre de 1971   | Wembley (2)                                   | Dura (i)     | Ilie Năstase        | 6−3, 3−6, 6−3, 4−6, 4−6    |
| Guanyador | 175. | 14 de novembre de 1971 | Bolonya, Itàlia                               | Moqueta      | Arthur Ashe         | 6−3, 6−4, 6−4              |
| Finalista | 75.  | 26 de novembre de 1971 | WCT Finals, Houston, Estats Units             | Moqueta      | Ken Rosewall        | 4−6, 6−1, 6−7, 6−7         |
| Guanyador | 176. | 6 de febrer de 1972    | Richmond, Estats Units                        | Moqueta      | Cliff Drysdale      | 2−6, 6−3, 7−5, 6−3         |
| Guanyador | 177. | 13 de febrer de 1972   | Filadèlfia (3)                                | Moqueta      | Ken Rosewall        | 4−6, 6−2, 6−2, 6−2         |
| Guanyador | 178. | 20 de febrer de 1972   | Toronto                                       | Moqueta      | Ken Rosewall        | 6−1, 6−4                   |
| Guanyador | 179. | 9 d'abril de 1972      | Houston (3)                                   | Terra batuda | Ken Rosewall        | 6−2, 6−4                   |
| Finalista | 76.  | 16 d'abril de 1972     | Quebec (2)                                    |              | Marty Riessen       | 5−7, 2−6, 5−7              |
| Guanyador | 180. | 30 d'abril de 1972     | Denver, Estats Units                          | Moqueta      | Marty Riessen       | 4−6, 6−3, 6−4              |
| Finalista | 77.  | 14 de maig de 1972     | WCT Finals, Dallas (2)                        | Moqueta      | Ken Rosewall        | 6−4, 0−6, 3−6, 7−6, 6−7    |
| Guanyador | 181. | 21 de gener de 1973    | Miami                                         | Dura         | Dick Stockton       | 7−6, 6−3, 7−5              |
| Guanyador | 182. | 4 de febrer de 1973    | Richmond (2)                                  | Moqueta      | Roy Emerson         | 6−4, 6−3                   |
| Guanyador | 183. | 18 de febrer de 1973   | Toronto (2)                                   | Moqueta      | Roy Emerson         | 6−3, 6−4                   |
| Guanyador | 184. | 17 de març de 1973     | Hilton Head (2)                               | Terra batuda | Stan Smith          | 6−2, 6−4                   |
| Finalista | 78.  | 25 de març de 1973     | Atlanta, Estats Units                         | Terra batuda | Stan Smith          | 3−6, 4−6                   |
| Finalista | 79.  | 31 de març de 1973     | Saint Louis (2)                               | Moqueta      | Stan Smith          | 4−6, 6−3, 4−6              |
| Finalista | 80.  | 15 d'abril de 1973     | Brussel·les, Bèlgica                          | Moqueta      | Stan Smith          | 2−6, 4−7, 1−6              |
| Guanyador | 185. | setembre de 1973       | Hilton Head (3)                               | Terra batuda | Stan Smith          | 7−6, 7−5                   |
| Guanyador | 186. | 4 de novembre de 1973  | Hong Kong, Hong Kong                          | Dura         | Charlie Pasarell    | 6−3, 3−6, 6−2, 6−2         |
| Guanyador | 187. | 11 de novembre de 1973 | Sydney (2)                                    | Dura (i)     | John Newcombe       | 3−6, 7−5, 6−3, 3−6, 6−4    |
| Guanyador | 188. | 27 de gener de 1974    | Filadèlfia (4)                                | Moqueta      | Arthur Ashe         | 6−1, 6−4, 3−6, 6−4         |
| Guanyador | 189. | 31 de març de 1974     | Palm Desert, Estats Units                     | Dura         | Roscoe Tanner       | 6−4, 6−2                   |
| Guanyador | 190. | 14 d'abril de 1974     | Tòquio                                        |              | Juan Gisbert        | 5−7, 6−2, 6−0              |
| Guanyador | 191. | 21 d'abril de 1974     | Houston (4)                                   | Terra batuda | Björn Borg          | 7−6, 6−2                   |
| Guanyador | 192. | 19 de maig de 1974     | Las Vegas                                     | Dura         | Marty Riessen       | 6−2, 6−2                   |
| Guanyador | 193. | 11 d'agost de 1974     | Bretton Woods (2)                             | Terra batuda | Harold Solomon      | 6−4, 6−3                   |
| Guanyador | 194. | 12 de març de 1975     | San Juan (2)                                  | Dura         | Arthur Ashe         | 6−3, 7−5                   |
| Guanyador | 195. | 23 de febrer de 1975   | La Costa, Estats Units                        | Dura         | Allan Stone         | 6−2, 6−2                   |
| Guanyador | 196. | 16 de març de 1975     | São Paulo (3)                                 | Moqueta      | Charlie Pasarell    | 6−4, 6−4                   |
| Guanyador | 197. | 23 de març de 1975     | Caracas (3)                                   | Dura         | Raúl Ramírez        | 7−6, 6−2                   |
| Guanyador | 198. | 30 de març de 1975     | Orlando (3)                                   | Dura         | Vitas Gerulaitis    | 6−3, 6−4                   |
| Finalista | 81.  | 23 d'octubre de 1975   | Hilton Head                                   | Terra batuda | Ilie Năstase        | 7−5, 6−7, 4−6              |
| Guanyador | 199. | 25 de gener de 1976    | Detroit, Estats Units                         | Moqueta      | Mark Cox            | 6−3, 6−4                   |
| Finalista | 82.  | 7 de novembre de 1976  | Detroit                                       | Moqueta      | Björn Borg          | 3−6, 1−6                   |

### Dobles masculins: 48 (32−16)
| Títols per superfície |
| --------------------- |
| Dura (16−9)           |
| Gespa (5−4)           |
| Terra batuda (11−3)   |

| Resultat  | Núm. | Data                   | Torneig                             | Superfície   | Parella        | Oponents                        | Marcador                 |
| --------- | ---- | ---------------------- | ----------------------------------- | ------------ | -------------- | ------------------------------- | ------------------------ |
| Finalista | 1.   | 22 de juny de 1959     | Wimbledon, Regne Unit               | Gespa        | Robert Mark    | Roy Emerson Neale Fraser        | 6−8, 3−6, 16−14, 7−9     |
| Guanyador | 1.   | 1959                   | Australian Championships, Austràlia | Gespa        | Robert Mark    | Don Candy Robert Howe           | 9−7, 6−4, 6−2            |
| Guanyador | 2.   | 1 de gener de 1960     | Australian Championships (2)        | Gespa        | Robert Mark    | Roy Emerson Neale Fraser        | 1−6, 6−2, 6−4, 6−4       |
| Finalista | 2.   | 2 de setembre de 1960  | US Championships, Estats Units      | Gespa        | Robert Mark    | Roy Emerson Neale Fraser        | 7−9, 3−6, 4−6            |
| Guanyador | 3.   | 17 de gener de 1961    | Australian Championships (3)        | Gespa        | Robert Mark    | Roy Emerson Martin Mulligan     | 6−3, 7−5, 3−6, 9−11, 6−2 |
| Guanyador | 4.   | 15 de maig de 1961     | Internationaux de France, França    | Terra batuda | Roy Emerson    | Robert Howe Robert Mark         | 3−6, 6−1, 6−1, 6−4       |
| Guanyador | 5.   | 22 d'abril de 1968     | Bournemouth, Regne Unit             | Terra batuda | Roy Emerson    | Andrés Gimeno Pancho Gonzales   | 8−6, 4−6, 6−3, 6−2       |
| Finalista | 3.   | 27 de maig de 1968     | Roland Garros                       | Terra batuda | Roy Emerson    | Ken Rosewall Fred Stolle        | 3−6, 2−6, 8−10           |
| Guanyador | 6.   | 20 de gener de 1969    | Open d'Austràlia (4)                | Gespa        | Roy Emerson    | Ken Rosewall Fred Stolle        | 6−4, 6−4                 |
| Finalista | 4.   | 26 de maig de 1969     | Roland Garros (2)                   | Terra batuda | Roy Emerson    | John Newcombe Tony Roche        | 6−3, 7−5, 7−9, 1−6, 4−6  |
| Guanyador | 7.   | 1 de novembre de 1969  | Estocolm, Suècia                    | Dura         | Roy Emerson    | Andrés Gimeno Fred Stolle       | 6−4, 6−2                 |
| Finalista | 5.   | 3 de juny de 1970      | Saint Louis, Estats Units           | Dura (i)     | Roy Emerson    | Andrés Gimeno John Newcombe     | 4−6, 2−6                 |
| Finalista | 6.   | 2 d'agost de 1970      | Louisville, Estats Units            | Dura         | Roy Emerson    | John Newcombe Tony Roche        | 6−8, 7−5, 4−6            |
| Guanyador | 8.   | 9 d'agost de 1970      | Boston, Estats Units                | Dura         | Roy Emerson    | Ismail El Shafei Torben Ulrich  | 6−1, 7−6                 |
| Guanyador | 9.   | 21 de juny de 1970     | Wimbledon, Regne Unit               | Gespa        | Roy Emerson    | Arthur Ashe Dennis Ralston      | 4−6, 9−7, 6−8, 6−4, 6−4  |
| Finalista | 7.   | 1 de setembre de 1970  | South Orange, Estats Units          | Dura         | Andrés Gimeno  | Patricio Cornejo Jaime Fillol   | 6−3, 6−7, 6−7            |
| Finalista | 8.   | 15 de setembre de 1970 | US Open (2)                         | Gespa        | Roy Emerson    | Pierre Barthes Nikola Pilić     | 7−5, 4−6, 2−6, 6−7       |
| Finalista | 9.   | 5 d'abril de 1971      | Miami, Estats Units                 | Dura         | Roy Emerson    | John Newcombe Tony Roche        | 6−7, 6−7                 |
| Guanyador | 10.  | 26 de juliol de 1971   | Quebec, Canadà                      | Dura (i)     | Roy Emerson    | Tom Okker Marty Riessen         | 7−6, 6−2                 |
| Guanyador | 11.  | 8 d'agost de 1971      | Boston (2)                          | Dura         | Roy Emerson    | Tom Okker Marty Riessen         | 6−4, 6−4                 |
| Guanyador | 12.  | 27 de setembre de 1971 | Berkeley, Estats Units              | Dura         | Roy Emerson    | Ken Rosewall Fred Stolle        | 6−3, 6−3                 |
| Guanyador | 13.  | 4 d'octubre de 1971    | Vancouver, Canadà                   | Dura         | Roy Emerson    | John Alexander Phil Dent        | 5−7, 6−7, 6−0, 7−5, 7−6  |
| Finalista | 10.  | 17 d'octubre de 1971   | Colònia, Alemanya Occidental        | Terra batuda | Roy Emerson    | Tom Okker Marty Riessen         | 7−6, 3−6, 6−7, 3−6, 4−6  |
| Finalista | 11.  | 20 de febrer de 1972   | Toronto, Canadà                     | Dura (i)     | Roy Emerson    | Robert Carmichael Ray Ruffels   | 6−3, 2−6, 3−6            |
| Finalista | 12.  | 5 de març de 1972      | Miami (2)                           | Dura         | Roy Emerson    | Tom Okker Marty Riessen         | 2−6, 4−6                 |
| Finalista | 13.  | 16 de març de 1972     | Chicago, Estats Units               | Dura (i)     | Roy Emerson    | Tom Okker Marty Riessen         | 3−6, 7−6, 6−7            |
| Guanyador | 14.  | 3 d'abril de 1972      | Houston, Estats Units               | Terra batuda | Roy Emerson    | Ken Rosewall Fred Stolle        | 6−4, 7−6                 |
| Guanyador | 15.  | 1 de maig de 1972      | Las Vegas, Estats Units             | Dura         | Roy Emerson    | John Newcombe Tony Roche        | 7−6, 1−6, 6−2            |
| Guanyador | 16.  | 15 de gener de 1973    | Miami                               | Dura         | Roy Emerson    | Terry Addison Colin Dibley      | 6−4, 6−4                 |
| Guanyador | 17.  | 22 de gener de 1973    | Carlsbad, Estats Units              | Dura         | Roy Emerson    | Nikola Pilić Allan Stone        | 6−7, 6−3, 6−4            |
| Guanyador | 18.  | 29 de gener de 1973    | Richmond, Estats Units              | Dura (i)     | Roy Emerson    | Terry Addison Colin Dibley      | 3−6, 6−3, 6−4            |
| Finalista | 14.  | 6 de febrer de 1973    | Filadèlfia, Estats Units            | Dura (i)     | Roy Emerson    | Brian Gottfried Dick Stockton   | 6−4, 3−6, 4−6            |
| Finalista | 15.  | 11 de febrer de 1973   | Toronto (2)                         | Dura (i)     | Roy Emerson    | John Alexander Phil Dent        | 6−3, 4−6, 4−6, 2−6       |
| Guanyador | 19.  | 19 de març de 1973     | Atlanta, Estats Units               | Terra batuda | Roy Emerson    | Robert Maud Andrew Pattison     | 7−6, 6−3                 |
| Guanyador | 20.  | 23 d'abril de 1973     | Göteborg, Suècia                    | Dura (i)     | Roy Emerson    | Nikola Pilić Allan Stone        | 6−7, 6−4, 6−1            |
| Guanyador | 21.  | 23 de juliol de 1973   | Bretton Woods, Estats Units         | Terra batuda | Fred Stolle    | Robert Carmichael Frew McMillan | 7−6, 4−6, 7−5            |
| Guanyador | 22.  | 20 d'agost de 1973     | Mont-real, Canadà                   | Dura         | Ken Rosewall   | Owen Davidson John Newcombe     | 7−5, 7−6                 |
| Finalista | 16.  | 27 d'agost de 1973     | US Open (3)                         | Gespa        | Ken Rosewall   | Owen Davidson John Newcombe     | 5−7, 6−2, 5−7, 5−7       |
| Guanyador | 23.  | 28 d'octubre de 1973   | Teheran, Iran                       | Terra batuda | John Newcombe  | Ross Case Geoff Masters         | 7−6, 6−2                 |
| Guanyador | 24.  | 29 d'octubre de 1973   | Hong Kong, Hong Kong                | Dura         | Colin Dibley   | Paul Gerken Brian Gottfried     | 6−3, 5−7, 17−15          |
| Guanyador | 25.  | 11 de novembre de 1973 | Sydney, Austràlia                   | Dura (i)     | John Newcombe  | Malcolm Anderson Ken Rosewall   | 7−6, 6−2                 |
| Guanyador | 26.  | 15 d'abril de 1974     | Houston (2)                         | Terra batuda | Colin Dibley   | Arthur Ashe Roscoe Tanner       | 4−6, 7−6, 6−4            |
| Guanyador | 27.  | 13 de maig de 1974     | Las Vegas (2)                       | Dura         | Roy Emerson    | Frew McMillan John Newcombe     | 6−7, 6−4, 6−4            |
| Guanyador | 28.  | 5 d'agost de 1974      | Bretton Woods (2)                   | Terra batuda | Jeff Borowiak  | Georges Goven François Jauffret | 6−3, 6−2                 |
| Guanyador | 29.  | 14 d'abril de 1975     | Denver, Estats Units                | Dura (i)     | Roy Emerson    | Robert Carmichael Allan Stone   | 6−2, 3−6, 7−5            |
| Guanyador | 30.  | 26 de gener de 1976    | Filadèlfia                          | Dura (i)     | Dennis Ralston | Bob Hewitt Frew McMillan        | 7−6, 7−6                 |
| Guanyador | 31.  | 23 de febrer de 1976   | Rotterdam, Països Baixos            | Dura (i)     | Frew McMillan  | Arthur Ashe Tom Okker           | 6−1, 6−7, 7−6            |
| Guanyador | 32.  | 5 d'abril de 1976      | Houston (3)                         | Terra batuda | Ken Rosewall   | Charlie Pasarell Allan Stone    | 6−4, 6−2                 |

### Dobles mixts: 5 (3−2)
| Títols per superfície |
| --------------------- |
| Dura (0−0)            |
| Gespa (2−1)           |
| Terra batuda (1−1)    |

| Resultat  | Núm. | Data                | Torneig                             | Superfície   | Parella         | Oponents                    | Marcador        |
| --------- | ---- | ------------------- | ----------------------------------- | ------------ | --------------- | --------------------------- | --------------- |
| Finalista | 1.   | 16 de gener de 1959 | Australian Championships, Austràlia | Gespa        | Renee Schuurman | Sandra Reynolds Robert Mark | 6−4, 11−13, 1−6 |
| Finalista | 2.   | 19 de maig de 1959  | Internationaux de France, França    | Terra batuda | Renee Schuurman | Yola Ramírez Billy Knight   | 4−6, 4−6        |
| Guanyador | 1.   | 22 de juny de 1959  | Wimbledon, Regne Unit               | Gespa        | Darlene Hard    | Maria Bueno Neale Fraser    | 6−4, 6−3        |
| Guanyador | 2.   | 27 de juny de 1960  | Wimbledon (2)                       | Gespa        | Darlene Hard    | Maria Bueno Robert Howe     | 13−11, 3−6, 8−6 |
| Guanyador | 3.   | 15 de maig de 1961  | Internationaux de France            | Terra batuda | Darlene Hard    | Věra Suková Jiří Javorský   | 6−0, 2−6, 6−3   |

### Equips: 5 (5−0)
| Resultat  | Núm. | Data                                   | Torneig                                 | Superfície  | Equip                                   | Oponents                                                          | Marcador |
| --------- | ---- | -------------------------------------- | --------------------------------------- | ----------- | --------------------------------------- | ----------------------------------------------------------------- | -------- |
| Guanyador | 1.   | 28 − 31 d'agost de 1959                | Copa Davis, Forest Hills, Estats Units  | Gespa       | Roy Emerson Neale Fraser Robert Mark    | Tut Bartzen Butch Buchholz Barry Mackay Alex Olmedo               | 3−2      |
| Guanyador | 2.   | 26 − 28 de desembre de 1960            | Copa Davis, Sydney, Austràlia (2)       | Gespa       | Roy Emerson Neale Fraser Robert Mark    | Nicola Pietrangeli Orlando Sirola Sergio Tacchini                 | 4−1      |
| Guanyador | 3.   | 26 − 28 de desembre de 1961            | Copa Davis, Melbourne, Austràlia (3)    | Gespa       | Roy Emerson Neale Fraser Fred Stolle    | Sergio Jacobini Nicola Pietrangeli Orlando Sirola Sergio Tacchini | 5−0      |
| Guanyador | 4.   | 26 − 28 de desembre de 1962            | Copa Davis, Brisbane, Austràlia (4)     | Gespa       | Roy Emerson Ken Fletcher Neale Fraser   | Mario Llamas Rafael Osuna Antonio Palafox                         | 5−0      |
| Guanyador | 5.   | 30 de novembre − 2 de desembre de 1973 | Copa Davis, Cleveland, Estats Units (5) | Moqueta (i) | Mal Anderson John Newcombe Ken Rosewall | Tom Gorman Marty Riessen Stan Smith Erik van Dillen               | 5−0      |

## Trajectòria

### Individual
| Grand Slam |         |         |         |         |         |         |         |              |              |              |              |              |              |           |           |           |           |           |           |           |           |           |        |         |
| Australian Championships                                                                                                  | 1R      | 1R      | 2R      | 3R      | G       | F       | G       | Professional | Professional | Professional | Professional | Professional | Professional | G         | A         | 3R        | A         | A         | A         | A         | A         | A         | 3 / 9  | 22 − 6  |
| Internationaux de France                                                                                                  | 1R      | A       | 2R      | 3R      | 3R      | SF      | G       | Professional | Professional | Professional | Professional | Professional | F            | G         | A         | A         | A         | A         | A         | A         | A         | A         | 2 / 8  | 25 − 6  |
| Wimbledon | 1R      | A       | 3R      | F       | F       | G       | G       | Professional | Professional | Professional | Professional | Professional | G            | G         | 4R        | QF        | A         | A         | A         | A         | A         | 2R        | 4 / 11 | 50 − 7  |
| US Championships | 1R      | A       | 4R      | QF      | F       | F       | G       | Professional | Professional | Professional | Professional | Professional | 4R           | G         | 4R        | A         | 4R        | 3R        | A         | 4R        | A         | A         | 2 / 12 | 44 − 10 |
| Pro Slam |         |         |         |         |         |         |         |              |              |              |              |              |              |           |           |           |           |           |           |           |           |           |        |         |
| U.S. Pro | Amateur | Amateur | Amateur | Amateur | Amateur | Amateur | Amateur | F            | G            | F            | G            | G            | Extingits    | Extingits | Extingits | Extingits | Extingits | Extingits | Extingits | Extingits | Extingits | Extingits | 3 / 5  | 14 − 2  |
| France Pro | Amateur | Amateur | Amateur | Amateur | Amateur | Amateur | Amateur | F            | F            | F            | F            | G            | Extingits    | Extingits | Extingits | Extingits | Extingits | Extingits | Extingits | Extingits | Extingits | Extingits | 1 / 5  | 12 − 4  |
| Wembley Pro | Amateur | Amateur | Amateur | Amateur | Amateur | Amateur | Amateur | QF           | G            | G            | G            | G            | Extingits    | Extingits | Extingits | Extingits | Extingits | Extingits | Extingits | Extingits | Extingits | Extingits | 4 / 5  | 12 − 1  |
| Rànquing a final d'any |         |         |         |         |         |         |         |              |              |              |              |              |              |           |           |           |           | 8         | 4         | 10        | 73        | 124       |        |         |
| Llegenda: G: Guanyador; F: Finalista; SF: Semifinalista; QF: Quarts de final; Q: Qualificació; A: Absent; RR: Round Robin |         |         |         |         |         |         |         |              |              |              |              |              |              |           |           |           |           |           |           |           |           |           |        |         |

### Dobles masculins
| Australian Championships                                                                                                  | 1R | G | G | G | SF | Professional | Professional | Professional | Professional | Professional | Professional | G  | A  | QF | A  | A | A | A  | A | A  | 4 / 7 |
| Internationaux de France                                                                                                  | A  | A | A | G | A  | Professional | Professional | Professional | Professional | Professional | F            | F  | A  | A  | A  | A | A | A  | A | A  | 1 / 3 |
| Wimbledon | A  | F | A | A | A  | Professional | Professional | Professional | Professional | Professional | SF           | SF | QF | G  | A  | A | A | A  | A | 1R | 1 / 6 |
| US Championships | A  | A | F | A | A  | Professional | Professional | Professional | Professional | Professional | 2R           | SF | F  | A  | 3R | F | A | 3R | A | A  | 0 / 7 |
| Llegenda: G: Guanyador; F: Finalista; SF: Semifinalista; QF: Quarts de final; Q: Qualificació; A: Absent; RR: Round Robin |    |   |   |   |    |              |              |              |              |              |              |    |    |    |    |   |   |    |   |    |       |

### Dobles mixts
| Australian Championships                                                                                                  | A  | A | QF | F | A  | A | 0 / 2 |
| Internationaux de France                                                                                                  | 2R | A | QF | F | SF | G | 1 / 5 |
| Wimbledon | A  | A | A  | G | G  | A | 2 / 2 |
| US Championships | A  | A | A  | A | A  | A | 0 / 0 |
| Llegenda: G: Guanyador; F: Finalista; SF: Semifinalista; QF: Quarts de final; Q: Qualificació; A: Absent; RR: Round Robin |    |   |    |   |    |   |       |